# Личное письмо

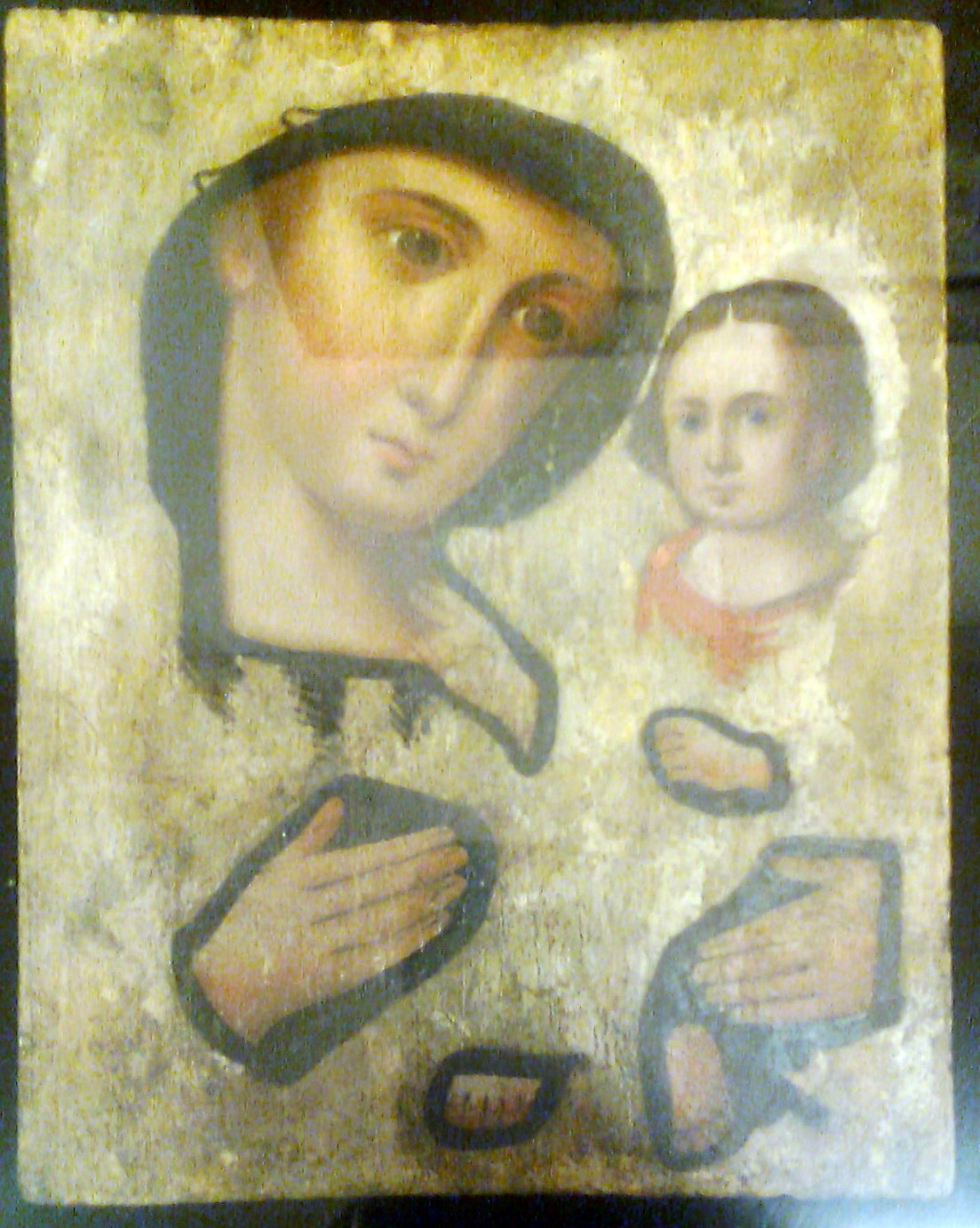
Подокладная икона с одним только личным письмом.

Лично́е письмо — совокупность элементов иконописного образа, включающая в себя лики и непокрытые одеждами части тела. Остальное (одежда, фон) называется доличное письмо.
Как правило, личное письмо исполняет главный иконописный мастер — знаме́нщик или отдельный мастер — личник.
Дешёвая икона, в которой для экономии написано только личное, называется подокладная икона.
Аналог в католицизме — карнация.

## Технология
При написании лично́го традиционно придерживаются следующей последовательности:
1. санкирь (первый темный слой)
2. охрение (высветление основных объёмов)
3. плавь (плавный, растушеванный тональный переход)
4. отборка (техника высветляющей штриховки кистью)
5. перемалевка (характерна для «фряжской» манеры письма)
6. румянец (акцентированные пятна на щеках, подбородке, шее образов)
7. движки (блики)
8. подбивка (полутона)
9. оплавка
10. притинка[2].

Также технология описывается так:
1. по предварительному рисунку прокладывается санкирь (тёмный слой из смеси охры и сажи)
2. за ней следуют вохрение
3. нанесение подрумянки (красных тонов)
4. нанесение акцентов в виде движков, или оживок (мазков чистых белил)
5. очертания лика подчёркиваются тонкими линиями — описями[1].

В древней иконописи способы были следующими:
- Бессанкирный способ
- Санкирный способ
- Комбинированный способ[3]